# La Déposition (film)
Pour plus de détails, voir Fiche technique et Distribution.
La Déposition est un film documentaire français réalisé par Claudia Marschal. Sorti en France le 23 octobre 2024, il traite de l'agression sexuelle d'un adolescent par un prêtre survenue en 1993, en se basant sur l'enregistrement sonore de la plainte déposée en gendarmerie en 2021. Le film remporte le prix Marco Zucchi dans le cadre de la Semaine de la Critique du festival international du film de Locarno 2024. 

## Synopsis
En août 1993, dans le petit village alsacien de Courtavon, Emmanuel, un adolescent âgé de 13 ans, rapporte à ses parents avoir subi des attouchements dans le presbytère de la part du curé Hubert,. Trente ans plus tard, le 2 décembre 2021, il enregistre sur son téléphone le dépôt de plainte qu'il effectue en gendarmerie.

## Fiche technique
- Titre : La Déposition
- Réalisation : Claudia Marschal
- Scénario : Claudia Marschal
- Musique : Lozarey
- Photographie : Claudia Marschal
- Montage : Luc Forveille, Sophie Pouleau
- Production : Pierre-Olivier Bardet
- Société de production : Idéale Audience, en coproduction avec Vosges TV
- Société de distribution : Shellac
- Pays de production :  France
- Langue de tournage : français
- Genre : documentaire
- Durée : 92 minutes
- Date de sortie : 
  - France : 23 octobre 2024 (sortie nationale)

## Distribution
- Emmanuel Siess, dans son propre rôle

## Accueil

### Critique
Le film reçoit globalement de très bonnes critiques de la part de la presse générale et spécialisée. Pour le quotidien Le Monde, le documentaire de Claudia Marschal, « passionnant dans son montage », est classé dans les films « à na pas manquer ». Dans Télérama, le film reçoit la note TT (bien) et le journaliste Frédéric Strauss écrit : «  Très actuel, et surtout poignant, ce chemin vers la vérité est retraversé à trois, par le fils et par le père, et par la réalisatrice, qui semble leur tenir la main. ». Le Nouvel Obs lui donne la note de 4/5 et le qualifie de « film bouleversant d’une incroyable force tranquille ». L'article consacré à la sortie du film dans le quotidien Libération parle d'un « très beau film à quatre mains et deux sons (de cloche) qui croise plusieurs lignes-forces, échappant au film dossier sur les crimes de l'Église, optant pour le film-portrait d'un homme en colère, croyant, homosexuel, enfant abusé. ». Le quotidien régional Ouest-France lui attribue la note de trois cœurs : « Premier long métrage  de la réalisatrice alsacienne Claudia Marschal , La Déposition mêle avec subtilité témoignages actuels, photos et images d’archives familiales. Subtil, bouleversant, édifiant. ».

### Spectateurs
Au 1er juillet 2025, le site SensCritique attribue à La Déposition une note de 6,5/10 sur 93 avis de spectateurs. Le site IMDb, quant à lui, affiche une moyenne de 7,0/10 d'après 27 avis. Sur Allociné, elle obtient une note moyenne de 3,8/5 avec 114 notes.

### Box-office
Le film a réalisé 1 158 entrées en France lors de son exploitation en salles du 23 octobre 2024 au 11 décembre 2024.

## Distinctions

### Récompenses
- Festival de Locarno 2024 : Prix Marco Zucchi (Semaine de la Critique)

### Nominations et sélections
- Festival international du film de Cork 2024 : hors compétition[11]

- Festival international du film indépendant de Bordeaux 2024 : sélection officielle - hors compétition[12]
- Festival du Film de l'Est 2024 : compétition documentaire[13]
- Festival La Grande Révolte 2025[14]
- Festival international du film de Fribourg 2025 : Coups de cœur hors compétition[15]
- Festival international du film de femmes Dortmund/Cologne (de) : hors compétition[16]